# Ліпно (гміна, Лещинський повіт)
Гміна Ліпно (пол. Gmina Lipno) — сільська гміна у північно-західній Польщі. Належить до Лещинського повіту Великопольського воєводства.
Станом на 31 грудня 2011 у гміні проживало 6895 осіб.

## Територія
Згідно з даними за 2007 рік площа гміни становила 103.43 км², у тому числі:
- орні землі: 71.00%
- ліси: 21.00%

Таким чином, площа гміни становить 12.85% площі повіту.

## Населення
Станом на 31 грудня 2011:
| Опис     | Загалом | Загалом | Чоловіки | Чоловіки | Жінки | Жінки |
| -------- | ------- | ------- | -------- | -------- | ----- | ----- |
| одиниця  | осіб    | %       | осіб     | %        | осіб  | %     |
| все      | 6895    | 100     | 3448     | 50.01    | 3447  | 49.99 |
| міське   | 0       | 100     | 0        |          | 0     |       |
| сільське | 6895    | 100     | 3448     | 50.01    | 3447  | 49.99 |

## Сусідні гміни
Гміна Ліпно межує з такими гмінами: Влошаковіце, Осечна, Свенцехова, Сміґель.